# Matador (Texas)
Matador település az Amerikai Egyesült Államok Texas államában, Motley megyében, melynek megyeszékhelye is. Lakosainak száma 569 fő (2020. április 1.).

## Népesség
A település népességének változása:

| 2010 | 607 |
| 2020 | 569 |